# Caisse nationale d'assurance-maladie (Tunisie)
Pour les articles homonymes, voir Caisse nationale d'assurance-maladie et CNAM.
La Caisse nationale d'assurance-maladie (CNAM) est un régime d'assurance maladie tunisien.
Il est mis en place en 2004 dans le cadre de la réforme visant à unifier les régimes d'assurance maladie et des prestations sanitaires auparavant assurées par la Caisse nationale de sécurité sociale et la Caisse nationale de retraite et de prévoyance sociale, mais aussi à élargir la couverture sanitaire aux prestataires privés de soins.

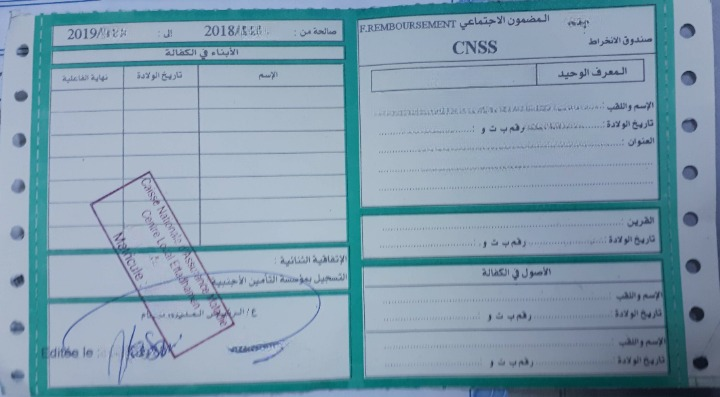
Carte de soins de la CNAM (version papier recto).

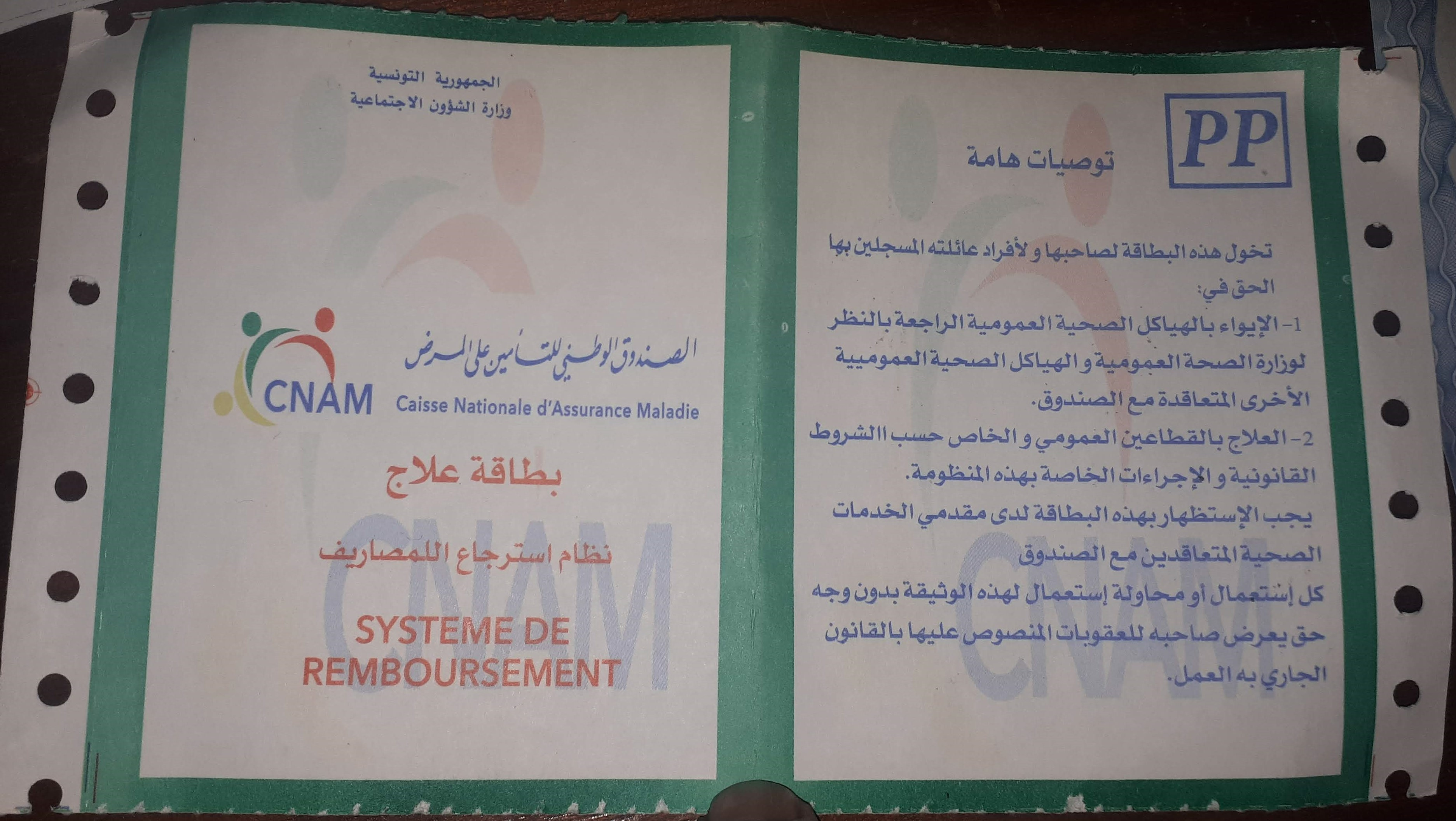
Carte de soins de la CNAM (version papier verso).

La CNAM a pour mission la gestion des régimes d'assurance maladie, des régimes de réparation des dommages résultants des accidents du travail et des maladies professionnelles dans les secteurs public et privé, ainsi que l'octroi des indemnités de maladie et de couche.
L'assuré social est couvert par l'une des trois filières de soins :
- la filière publique : les soins ambulatoires se font dans les structures sanitaires publiques et parapubliques ainsi que dans les polycliniques de la sécurité sociale avec paiement d'un ticket modérateur ;
- la filière privée : les soins ambulatoires se font selon un parcours qui consiste à consulter d'abord un médecin de famille préalablement choisi et ce selon le mode du tiers payant, l'assuré n'ayant qu'à payer le ticket modérateur ;
- le système de remboursement : l'assuré peut accéder à tous les prestataires de soins conventionnés avec paiement de l'intégralité des services et remboursement ultérieur selon des tarifs conventionnels.

En 2016, la CNAM annonce le lancement d'une carte d'assuré à puce qui remplacera la carte en papier.

## Dette
Le 24 avril 2017, devant l’Assemblée des représentants du peuple, le ministre des Affaires sociales Mohamed Trabelsi annonce que les dettes de la Caisse nationale de sécurité sociale auprès de la CNAM sont estimées à plus de 1,7 milliard de dinars. Les députés estiment que la situation est catastrophique et le ministre signale alors que la priorité de son ministère est de « sauver le système de la sécurité sociale en Tunisie ».

## Direction
- juin 2016-février 2020 : Béchir Irmani[6]
- mai 2020-mars 2022 : Habib Toumi[7]
- avril 2022-février 2023 : Leila Naija[8]
- février-décembre 2023 : Kamel Madouri[9],[10]